# Suakoko District
Suakoko är ett distrikt i Liberia. Det ligger i regionen Bong County, i den centrala delen av landet, 150 km nordost om huvudstaden Monrovia.
Antalet invånare uppgick, enligt folkräkningen 2022, till 44 930.